# How I Met Your Mother (phần 6)
Phần thứ sáu của loạt phim hài kịch tình huống truyền hình dài tập Hoa Kỳ How I Met Your Mother được công chiếu từ ngày 20 tháng 9 năm 2010 đến ngày 16 tháng 5 năm 2011 trên kênh CBS.

## Dàn diễn viên

### Diễn viên chính
- Josh Radnor trong vai Ted Mosby (24 tập)
- Jason Segel trong vai Marshall Eriksen (24 tập)
- Cobie Smulders trong vai Robin Scherbatsky (24 tập)
- Neil Patrick Harris trong vai Barney Stinson (24 tập)
- Alyson Hannigan trong vai Lily Aldrin (24 tập)
- Bob Saget trong vai Ted Tương lai (lồng tiếng) (không được ghi tên) (24 tập)

### Diễn viên phụ
- Lyndsy Fonseca trong vai Penny (7 tập)
- David Henrie trong vai Luke (7 tập)
- Marshall Manesh trong vai Ranjit (2 tập)
- Bob Odenkirk trong vai Arthur Hobbs (6 tập)
- Jennifer Morrison trong vai Zoey Pierson (12 tập)
- Laura Bell Bundy trong vai Becky (3 tập)
- Kyle MacLachlan trong vai The Captain (4 tập)
- Bill Fagerbakke trong vai Marvin Eriksen Sr. (5 tập)
- Ned Rolsma trong vai Marcus Eriksen (2 tập)
- Suzie Plakson trong vai Judy Eriksen (5 tập)
- Chris Romano trong vai Punchy (2 tập)
- Nazanin Boniadi trong vai Nora (4 tập)

### Diễn viên khách mời
| - Maury Povich trong vai Chính anh (1 tập) - Rachel Bilson trong vai Cindy (2 tập) - Frances Conroy trong vai Loretta Stinson (1 tập) - Wayne Brady trong vai James Stinson (1 tập) - Will Forte trong vai Randy Wharmpess (1 tập) - Nicole Scherzinger trong vai Jessica Glitter (1 tập) - Alan Thicke trong vai Chính anh (1 tập) - Jorge Garcia trong vai Steve "The Blitz" Henry (1 tập) - Alex Trebek trong vai Chính anh (1 tập) | - Danny Strong trong vai Trey (1 tập) - Michael Gross trong vai Alfred Mosby (1 tập) - Ray Wise trong vai Robin Scherbatsky, Sr. (1 tập) - Katy Perry trong vai Honey (1 tập) - Alexis Denisof trong vai Sandy Rivers (1 tập) - John Lithgow trong vai Jerome "Jerry" Whittaker (2 tập) - Robbie Amell trong vai Scooby (2 tập) - Michael Trucco trong vai Nick Podarutti (1 tập) |

## Các tập phim
| Số tập tổng thể | Số tập theo phần | Tên tập phim                 | Đạo diễn      | Biên kịch                     | Ngày công chiếu      | Mã sản xuất | Khán giả Hoa Kỳ (theo triệu người) |
| --------------- | ---------------- | ---------------------------- | ------------- | ----------------------------- | -------------------- | ----------- | ---------------------------------- |
| 113             | 1                | "Big Days"                   | Pamela Fryman | Carter Bays & Craig Thomas    | 20 tháng 9 năm 2010  | 6ALH01      | 8.79                               |
| 114             | 2                | "Cleaning House"             | Pamela Fryman | Stephen Lloyd                 | 27 tháng 9 năm 2010  | 6ALH02      | 9.00                               |
| 115             | 3                | "Unfinished"                 | Pamela Fryman | Jamie Rhonheimer              | 4 tháng 10 năm 2010  | 6ALH03      | 8.60                               |
| 116             | 4                | "Subway Wars"                | Pamela Fryman | Chris Harris                  | 11 tháng 10 năm 2010 | 6ALH04      | 8.48                               |
| 117             | 5                | "Architect of Destruction"   | Pamela Fryman | Carter Bays & Craig Thomas    | 18 tháng 10 năm 2010 | 6ALH05      | 8.05                               |
| 118             | 6                | "Baby Talk"                  | Pamela Fryman | Joe Kelly                     | 25 tháng 10 năm 2010 | 6ALH07      | 8.29                               |
| 119             | 7                | "Canning Randy"              | Pamela Fryman | Chuck Tatham                  | 1 tháng 11 năm 2010  | 6ALH06      | 8.88                               |
| 120             | 8                | "Natural History"            | Pamela Fryman | Carter Bays & Craig Thomas    | 8 tháng 11 năm 2010  | 6ALH09      | 8.87                               |
| 121             | 9                | "Glitter"                    | Pamela Fryman | Kourtney Kang                 | 15 tháng 11 năm 2010 | 6ALH08      | 8.87                               |
| 122             | 10               | "Blitzgiving"                | Pamela Fryman | Theresa Mulligan Rosenthal    | 22 tháng 11 năm 2010 | 6ALH10      | 8.73                               |
| 123             | 11               | "The Mermaid Theory"         | Pamela Fryman | Robia Rashid                  | 6 tháng 12 năm 2010  | 6ALH11      | 9.26                               |
| 124             | 12               | "False Positive"             | Pamela Fryman | Craig Gerard & Matthew Zinman | 13 tháng 12 năm 2010 | 6ALH12      | 9.70                               |
| 125             | 13               | "Bad News"                   | Pamela Fryman | Jennifer Hendriks             | 3 tháng 1 năm 2011   | 6ALH13      | 10.15                              |
| 126             | 14               | "Last Words"                 | Pamela Fryman | Carter Bays & Craig Thomas    | 17 tháng 1 năm 2011  | 6ALH14      | 10.54                              |
| 127             | 15               | "Oh Honey"                   | Pamela Fryman | Carter Bays & Craig Thomas    | 7 tháng 2 năm 2011   | 6ALH15      | 10.00                              |
| 128             | 16               | "Desperation Day"            | Pamela Fryman | Tami Sagher                   | 14 tháng 2 năm 2011  | 6ALH16      | 9.51                               |
| 129             | 17               | "Garbage Island"             | Michael Shea  | Tom Ruprecht                  | 21 tháng 2 năm 2011  | 6ALH17      | 9.33                               |
| 130             | 18               | "A Change of Heart"          | Pamela Fryman | Matt Kuhn                     | 28 tháng 2 năm 2011  | 6ALH19      | 9.24                               |
| 131             | 19               | "Legendaddy"                 | Pamela Fryman | Dan Gregor & Doug Mand        | 21 tháng 3 năm 2011  | 6ALH18      | 8.03                               |
| 132             | 20               | "The Exploding Meatball Sub" | Pamela Fryman | Stephen Lloyd                 | 11 tháng 4 năm 2011  | 6ALH20      | 6.87                               |
| 133             | 21               | "Hopeless"                   | Pamela Fryman | Chris Harris                  | 18 tháng 4 năm 2011  | 6ALH22      | 6.49                               |
| 134             | 22               | "The Perfect Cocktail"       | Pamela Fryman | Joe Kelly                     | 2 tháng 5 năm 2011   | 6ALH21      | 6.77                               |
| 135             | 23               | "Landmarks"                  | Pamela Fryman | Carter Bays & Craig Thomas    | 9 tháng 5 năm 2011   | 6ALH24      | 6.41                               |
| 136             | 24               | "Challenge Accepted"         | Pamela Fryman | Carter Bays & Craig Thomas    | 16 tháng 5 năm 2011  | 6ALH23      | 7.15                               |